# Dirk Meyer (Informatiker)
Derrick R. „Dirk“ Meyer (* 1961 in La Grange (Illinois)) ist ein US-amerikanischer Informatiker und Manager. Er war von Juli 2008 bis Januar 2011 Chief Executive Officer des Halbleiterherstellers AMD.
Meyer schloss die University of Illinois at Urbana-Champaign mit einem Bachelor in Informatik ab und legte seinen Master of Business Administration an der Boston University ab.
Von Mitte der 1980er Jahre an arbeitete Meyer 10 Jahre lang bei DEC und war an der Entwicklung der ersten Alpha-Prozessoren 21064 und 21164 beteiligt.
Er ging 1996 als Director of Engineering zu AMD, wo er die Entwicklung der siebten Prozessorgeneration K7 leitete. 1999 wurde der K7 unter dem Markennamen Athlon auf den Markt gebracht und stoppte die damalige finanzielle Talfahrt von AMD. Der Athlon und sein leistungsschwächerer Zwilling Duron haben 80 Preise für ihre Prozessorarchitektur gewonnen. AMD hatte mit dem Athlon bis 2002 den schnellsten Prozessor für PCs auf dem Markt.
Im Januar 2001 wurde Meyer Group Vice President der neu gegründeten Computation Products Group von AMD. Diese Gruppe und ihr CTO Fred Weber waren verantwortlich für die Entwicklung der achten Prozessorgeneration K8, der unter dem Markennamen Opteron auf den Markt kam. Er hat eine 64-Bit-x86-Architektur mit dem Namen AMD64, die später als EM64T auch von Intel übernommen wurde.
Am 23. Januar 2006 wurde er Präsident und Chief Operating Officer (COO) der gesamten AMD-Gruppe. Zuvor war Meyer seit 2004 COO des Microprocessor Solutions Sector (MSS) und verantwortlich für die gesamte Mikroprozessorentwicklung bei AMD, inklusive Embedded Systems und Consumer Electronics.
2008 ersetzte Meyer Héctor Ruiz als CEO von AMD. Meyer fokussierte das Unternehmen auf das PC-Geschäft und den Servermarkt. Es sollten im Jahr 2010 mehr als 100 Notebooks mit AMD-Chips auf den Markt kommen. Meyer wollte sich dem Mobil- und Konsumgütergeschäft erst dann zuwenden, wenn AMD dafür ausreichende Ressourcen bereitstellen konnte. Für die Jahre 2011 und 2012 setzte er auf die Bulldozer-Architektur für das Stammgeschäft und auf Bobcat für den fast ausschließlich von Intel dominierten Markt der stromsparenden Prozessoren.
Am 10. Januar 2011 trat er von seinen Funktionen bei AMD zurück.